# Aleksandr Batalin
Aleksander Fjodorovitj Batalin (ryska: Алекса́ндр Фёдорович Бата́лин), född den 13 augusti 1847 i Sankt Petersburg, död där den 12 oktober 1896, var en rysk botaniker. 
Batalin var chefsbotaniker och direktör för Sankt Petersburgs botaniska trädgård.
Epitetet batalinii syftar på Batalin, till exempel Elymus batalinii.